# Ligue japonaise de hockey sur glace
Ne doit pas être confondu avec Championnat du Japon de hockey sur glace.
La Ligue japonaise de hockey sur glace est une ancienne ligue professionnelle de hockey sur glace japonaise, qui a organisé un championnat de hockey sur glace au Japon de 1966 à 2004. Elle est remplacée par la Ligue asiatique de hockey sur glace, qui, contrairement à son ancêtre, comprend des équipes chinoises et sud-coréennes en plus des équipes japonaises.
Cette compétition ne doit pas être confondue avec le Championnat du Japon de hockey sur glace, qui est la Coupe nationale japonaise.